# Treppenlauf (Bauteil)

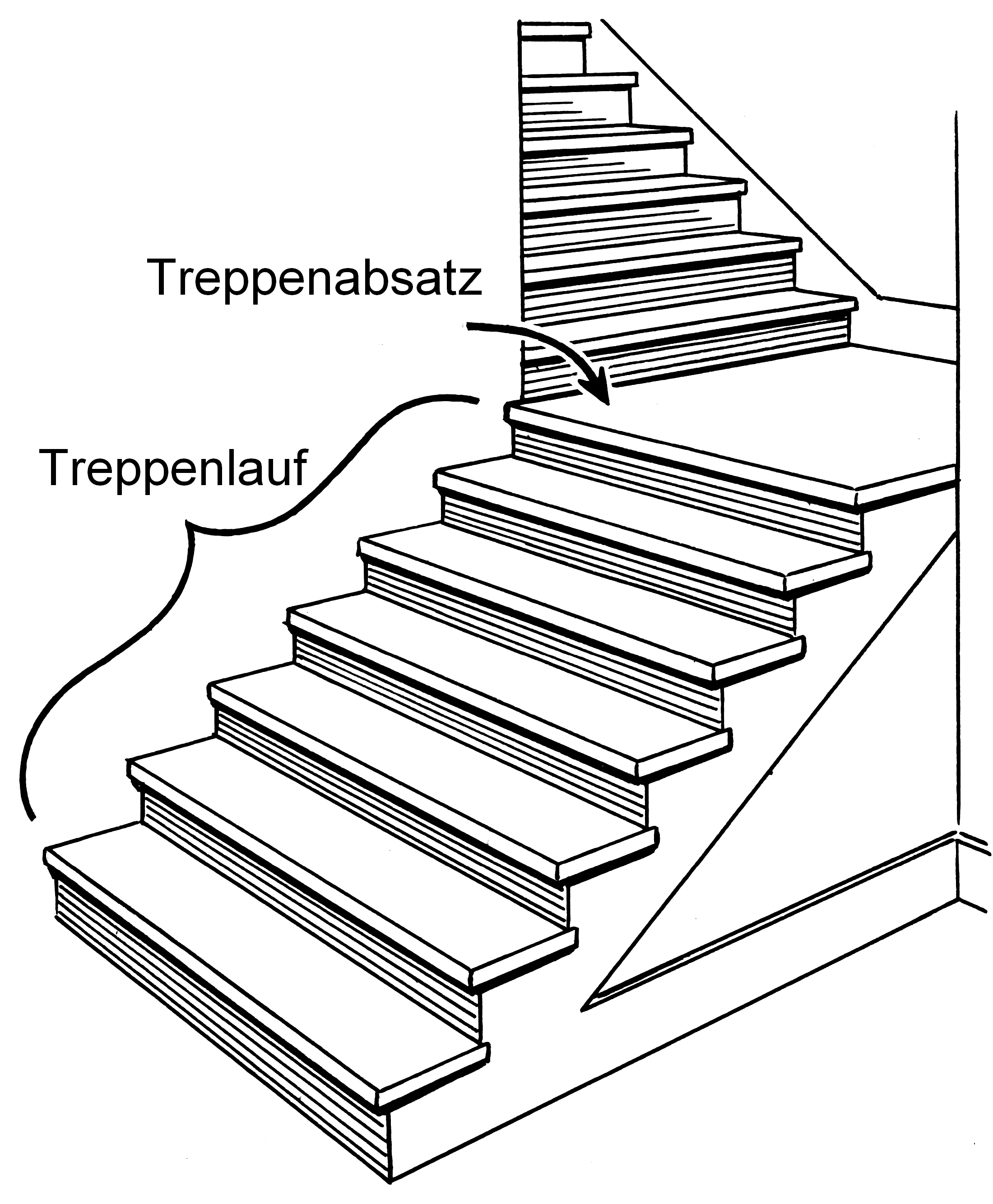
Treppenlauf und Treppenabsatz

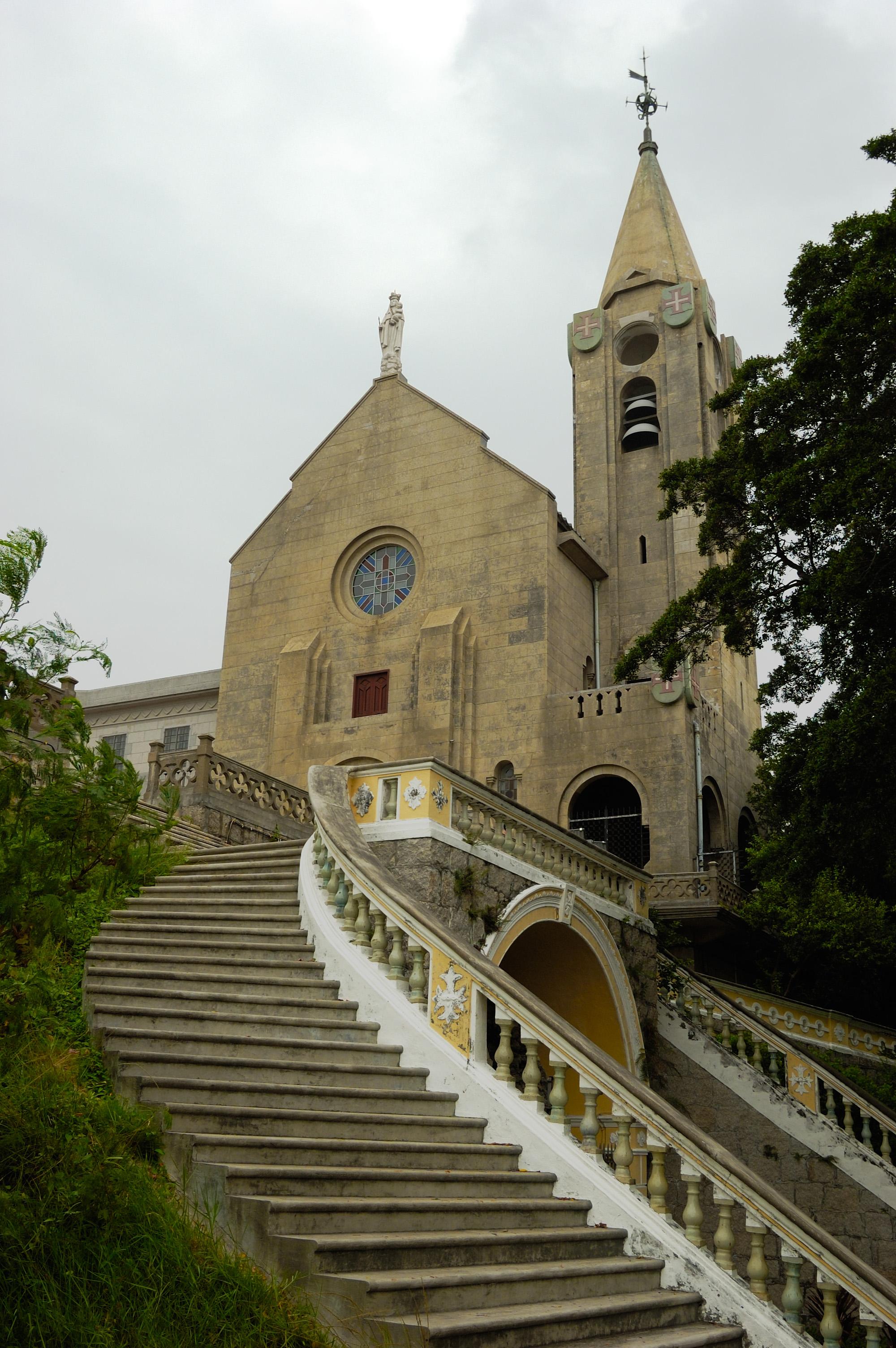
Langer Treppenlauf ohne Treppenabsätze bei einer Außentreppe, hier bei der Chapel of Nossa Senhora da Penha, Macau, China

Als Treppenlauf bezeichnet man den Teil einer Treppe, der sich aus den Treppenstufen zusammensetzt. Ein Treppenlauf besteht aus mindestens drei aufeinanderfolgenden Stufen. Die Lauflinie ist dabei die graphische Markierung des Steigeverlaufs einer Treppe von unten nach oben. Die Lauflinie beginnt auf der ersten Stufe mit einem Kreis und endet auf der letzten Stufe mit einer Pfeilspitze. Der übliche Weg der Treppenbenutzer wird als Steigelinie oder Steigespur bezeichnet und kann sich von der Lauflinie unterscheiden.
Aus bautechnischer Sicht (DIN 18065) besteht der Treppenlauf aus einer Aneinanderreihung gleichartiger Stufen bis zum nächsten Geschoss oder Treppenabsatz. In der Scalalogie und in vielen historischen Werken versteht man unter dem Treppenlauf allerdings die gesamte Folge der Treppenstufen vom Beginn bis zum Ende der Treppe, wobei die Teilstrecken im Sinne der Bautechnik als Treppenarme bezeichnet werden.

## Länge
Das Maß für die Treppenlauflänge wird waagerecht zwischen Vorderkante Antrittsstufe und Vorderkante Austrittsstufe an der Lauflinie gemessen.

## Breite
Die Treppenlaufbreite wird unmittelbar über der Stufe zwischen den Wangen gemessen. Dieses Maß ist nicht gleichzusetzen mit der nutzbaren Treppenlaufbreite.
Die nutzbare Treppenlaufbreite wird in der Höhe des Handlaufes gemessen, und zwar entweder zwischen der Treppenhauswand-Oberfläche und der Handlauf-Innenkante oder zwischen den beiden Handläufen.
Die Mindestmaße für die nutzbare Treppenlaufbreite betragen in Deutschland
- 80 bis 90 cm für notwendige Treppen in Wohnhäusern mit bis zu zwei Wohnungen
- 1,00 m (1,10 m in Berlin und Hamburg) für notwendige Treppen in Wohnhäusern mit mehr als zwei Wohnungen
- 1,00 m für Garagen laut Garagenverordnung[2]
- 1,20 m für Schulen, Krankenhäuser und Theater
- 1,25 m in Hochhäusern
- 2,00 m in Geschäften (in der Geschäftshausverordnung ist eine nutzbare Treppenlaufbreite von mindestens 2,00 m und maximal 2,50 m angegeben).
- Nach der Versammlungsstättenverordnung bemisst sich die nutzbare Treppenlaufbreite nach der Anzahl der auf diesen Rettungsweg angewiesenen Personen. Er beträgt 1,20 m für je 200 Personen (im Freien je 600 Personen) und darf maximal 2,40 m breit sein.

## Begriffe
- Treppenarme sind die Folge von einzelnen Treppenläufen bei mehreren mehrläufigen Treppen.